# Берлински споразум (1742)
Берлински уговор између хабсбуршке надвојводице Марије Терезије Аустријске, која је такође била краљица Чешке, и пруског краља Фредерика Великог потписан је 28. јула 1742. у Берлину . То је формални мировни уговор који је потврдио прелиминарни споразум постигнут енглеским посредовањем споразумом из Бреслауа од 11. јуна и званично окончао Први шлески рат . 

На основу 5. артикла yговора, 
to avoid further border disputes, Her Majesty the Queen of Hungary and Bohemia by the present treaty for all eternity and with all sovereignty and independence cedes from the Lands of the Bohemian Crown both Lower and Upper Silesia to His Majesty the King of Prussia, notabene except for the Principality of Teschen and the City of Troppau (...) 
Марија Терезија је уступила већину Шлеске са жупанијом Кладско Фредерику, осим оних округа Војводства Тропов који су се налазили јужно од Опава реке, укључујући и јужном делу бивше Војводства Јагерндорф, од којих је поседовање је био један изговор за Фредерикову инвазију. Подијељено је и војводство Несе које су држали бискупи из Вроцлава, а град тврђава Ниса и већи сјеверни дио територије падају у Прусију. Аустрија је задржала читаво горњесилезијско војводство Тешчен, којим је владао супруг Марије Терезије, Франц Стефан, велики војвода тоскански. Преостале хабсбуршке територије уклопљене су у крунску земљу аустријске Шлеске . 
Пруска је са своје стране напустила анти-хабсбуршку коалицију коју је кривотворила с Француском, Шпанијом, Шведском, Напуљем и бирачким тијелима Баварске, Саксоније и Келна . Такође је преузела дугове од око 1,7 милиона гулдена које је Аустрија уговорила са својим савезником Великом Британијом . Краљ Џорџ II од Велике Британије делује као гарант. 
Својим територијалним добицима, Фредерик је проширивао пруску територију за једну трећину, стекавши статус европске велике силе и покренувши стогодишње ривалство Аустрија-Пруска . Међутим, бивши савезник Прусије у Француској краљ Луј IV био је узнемирен овим мировним споразумом који је дао уједињеним аустријским, британским и хановским снагама слободну руку да истјерају француске трупе у Битки за Детинген 1743. године - отуђење које је на крају довело до дипломатске револуције од 1756. Супарник Марије Терезије Вителсбах, цар Карло VII, напуштен и понижен, морао је да остане у свом франкфуртском егзилу, док је његово баварско бирачко тело остало под аустријском окупацијом. 
Достигнут мир био је краткотрајан, јер су се обе стране припремале за Други шлески рат, који је Фредерик отворио марширајући на Праг у августу 1744. године. 